# Can Brull (Aiguafreda)
Can Brull o el Brull és un edifici del municipi d'Aiguafreda (Osona) que forma part de l'Inventari del Patrimoni Arquitectònic de Catalunya. La primera notícia que tenim de la casa és del segle xiii, però la construcció actual és posterior, probablement del segle xvi o XVII.

## Descripció
Malgrat les restauracions, ha mantingut la seva estructura i material de construcció. És un edifici de planta baixa i pis, cobert amb teulada a dos vessants. La façana té la porta d'entrada i dues finestres d'arc de mig punt. En els laterals hi trobem diferents obertures, de formes i mides diferents que palesen les diferents tongades de construcció. Cal destacar una de les finestres aprofitades que a la part superior té uns arquets. El mur és de carreus.